# Alexander Albrecht
Alexander Albrecht (* 12. August 1885 in Arad / Königreich Ungarn, heute Rumänien; † 30. Juli, 30. Juni oder 30. August 1958 in Bratislava) war ein slowakischer Komponist und Musiker.

## Leben
Alexander Albrecht besuchte von 1895 bis 1903 das Königliche katholische Gymnasium, nachdem seine Familie 1887 aus Arad nach Preßburg (dem heutigen Bratislava) übersiedelte. Seine Mitschüler waren unter anderem Franz Schmidt, Ernst von Dohnányi und Béla Bartók, mit denen er hier eine lebenslange Freundschaft schloss. Sein Vater war der Gymnasialprofessor und späterer Kustos des städtischen Museums in Preßburg Ján Albrecht. Seine Mutter Maria von Vaszary (* 1864, † 1913) entstammte einer ungarischen Künstlerfamilie und war die Nichte des Erzbischofs von Gran (Esztergom) und Fürstprimas von Ungarn Kolos Ferenc Vaszary. Ihr Cousin János Vaszary war ein bedeutender ungarischer Maler. Der Neffe Gábor von Vaszary (1897–1985) war ein bekannter Schriftsteller und Drehbuchautor.
Alexander Albrecht erhielt zuerst Musikunterricht von seiner Mutter, später vom Organisten Carl Forstner. Im Gymnasium befreundete er sich mit dem vier Jahre älteren Béla Bartók, der ihn auch unterrichtete. So spielte er bald auch bei den Schulgottesdiensten, wie auch Bartók oder der ebenfalls das Gymnasium besuchende Ernst von Dohnányi. In den Jahren 1904 bis 1908 studierte er an der Franz-Liszt-Musikakademie in Budapest unter anderem als Schüler bei Hans Koessler (Komposition), Ferenc Sandtner (Dirigentenklasse) und David Popper (Kammermusik). Gleichzeitig studierte er auch Jus. Später verfeinerte er in Wien sein Spiel bei Rudolf Dittrich. Als Albrecht 1908 nach Preßburg zurückkehrte, nahm er die Stelle eines Organisten im Preßburger St. Martinsdom an. Im Jahre 1918 heiratete er die Fremdsprachenlehrerin Margarethe von Fischer (1887–1985). Margarethe von Fischer entstammte einer alteingesessenen deutschen Preßburger Bürgerfamilie. Einer ihrer Ahnen Johann Fischer gründete die erste Sektkellerei im damaligen Königreich Ungarn.

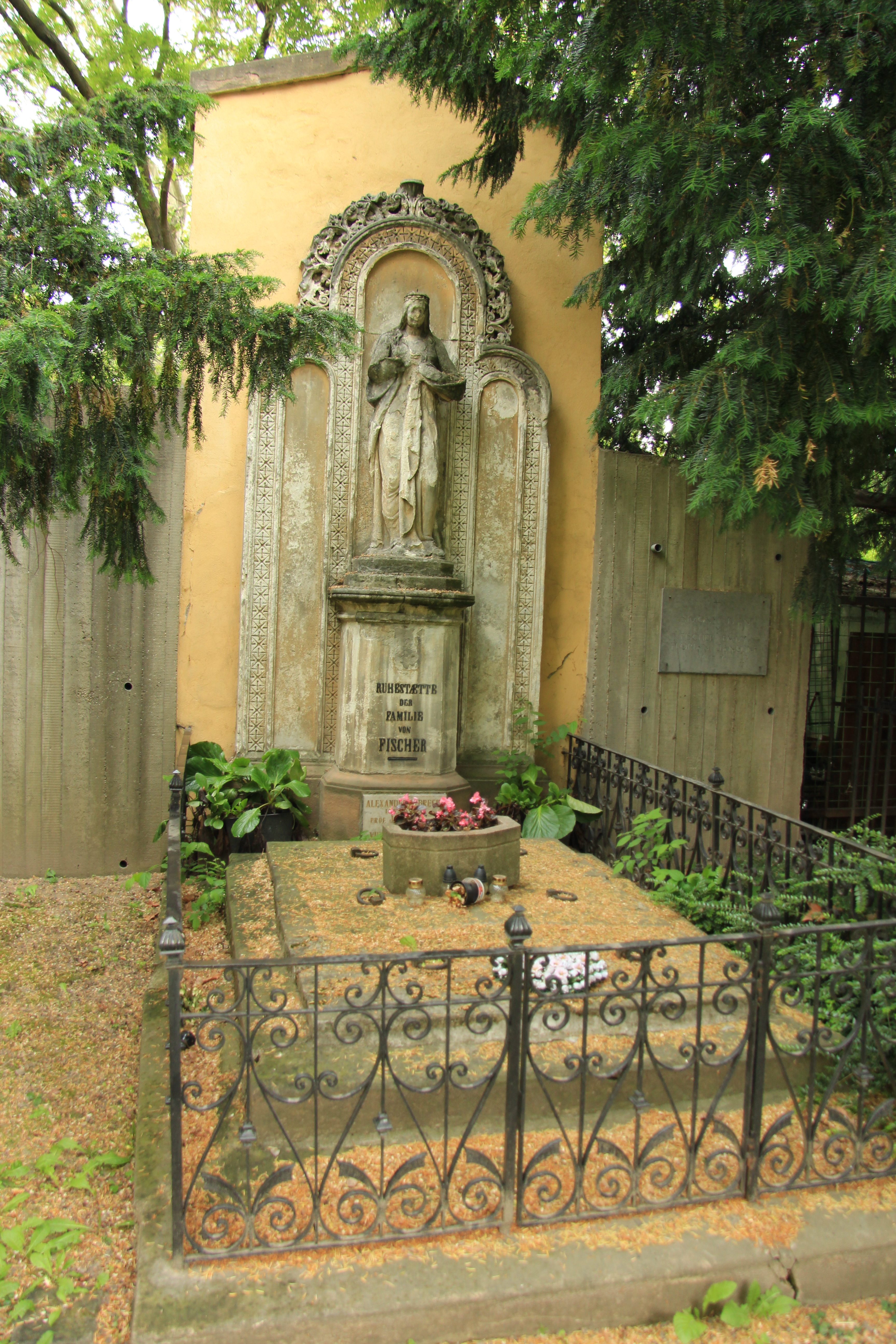
Grab von Alexander Albrecht auf dem Andreas-Friedhof in Preßburg (Bratislava)

Nach seiner Ausbildung arbeitete Alexander Albrecht an der städtischen Musikschule (Mestská hudobná škola) als Musiklehrer. Nach dem Tode des Dirigenten und Brucknerschülers Eugen Kossow trat er im Jahre 1921 die Stelle als Regens Chori und Direktors des Kirchenmusikvereins bei St. Martin an, einem der bedeutendsten Preßburger Musikinstitutionen der Stadt. Über Jahrzehnte hinweg brachte dieser Verein unter Mitwirkung bedeutender internationaler Künstler Werke nicht nur der geistlichen, sondern auch weltlichen Musik zur Aufführung.
Albrechts Musikstil war in der deutschen romantischen Tradition verwurzelt. Besonders Johannes Brahms und Max Reger übten einen starken Einfluss auf ihn aus. Eine Schlüsselposition seines Schaffens bildete die Kammermusik (Klavierquintett, Streichquartett D-Dur) und sein Liedwerk:
(Auswahl)
- Rosenzeit,
- A szépség himnusza [dt. 'Die Hymne der Schönheit']
- Das Marienleben: Drei Lieder (nach Texten von Rainer Maria Rilke)
- Leise zieht durch mein Gemüt (nach Heinrich Heine)
- Der Fischer (nach J. W. Goethe)
- Frühlingslust
- Auf Wiedersehen
- Esküvö [dt. 'Die Hochzeit]

Das Ende des Zweiten Weltkrieges bedeutete auch für die Familie Albrecht eine Zäsur. Als Deutschstämmige wurden auch die Albrechts verfolgt und aus ihrem komfortablen Haus (in der Schiffergasse 12) vertrieben. Die katholische Geistlichkeit von St. Martin fand das jedoch ungerechtfertigt, sie hielt ihre schützende Hand über ihren Regens Chori und bot Alexander Albrecht und seinen Angehörigen eines ihrer eigenen Immobilien in der Preßburger Kapitelgasse Nr. 1 an. In diesem Haus lebte Alexander Albrecht bis zu seinem Tod. Mit zunehmendem Alter ereilte ihn der schlimmste Fluch für einen Musiker: Er wurde taub und blind. Da er aus dieser Situation keinen Ausweg sah, beging er, kurz nach seinem 73. Geburtstag, am 30. August 1958 Selbstmord. Seine sterblichen Überreste wurden im Preßburger Andreas-Friedhof beigesetzt.

## Würdigung

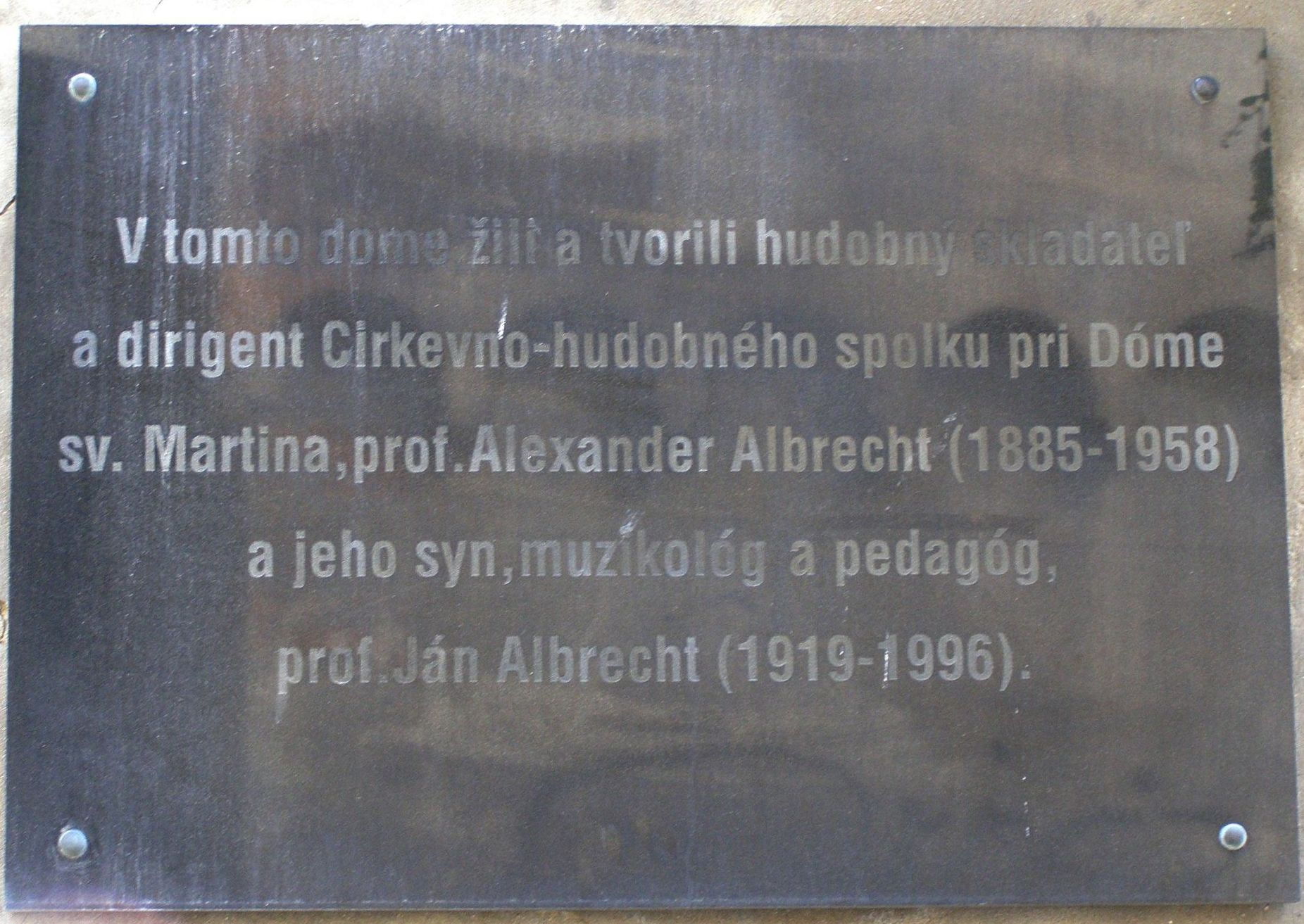
Erinnerungstafel in Bratislava
Deutsche Übersetzung:
In diesem Hause lebte und arbeitete der Komponist und Dirigent des Kirchenmusikvereins beim Dom zu St. Martin, Professor Alexander Albrecht (1885 - 1958), sowie dessen Sohn, der Musikologe und Pädagoge Professor Johann Albrecht (1919 - 1996).

Am ehemaligen Wohnhaus der Familie in der Straße Kapitulská ulica (Kapitelgasse) in Bratislava wurde eine Erinnerungstafel an ihn und seinen Sohn Hans Albrecht angebracht. Diese ist ebenfalls auf der Kulturdenkmalliste der Slowakischen Republik eingetragen.